# Лампада

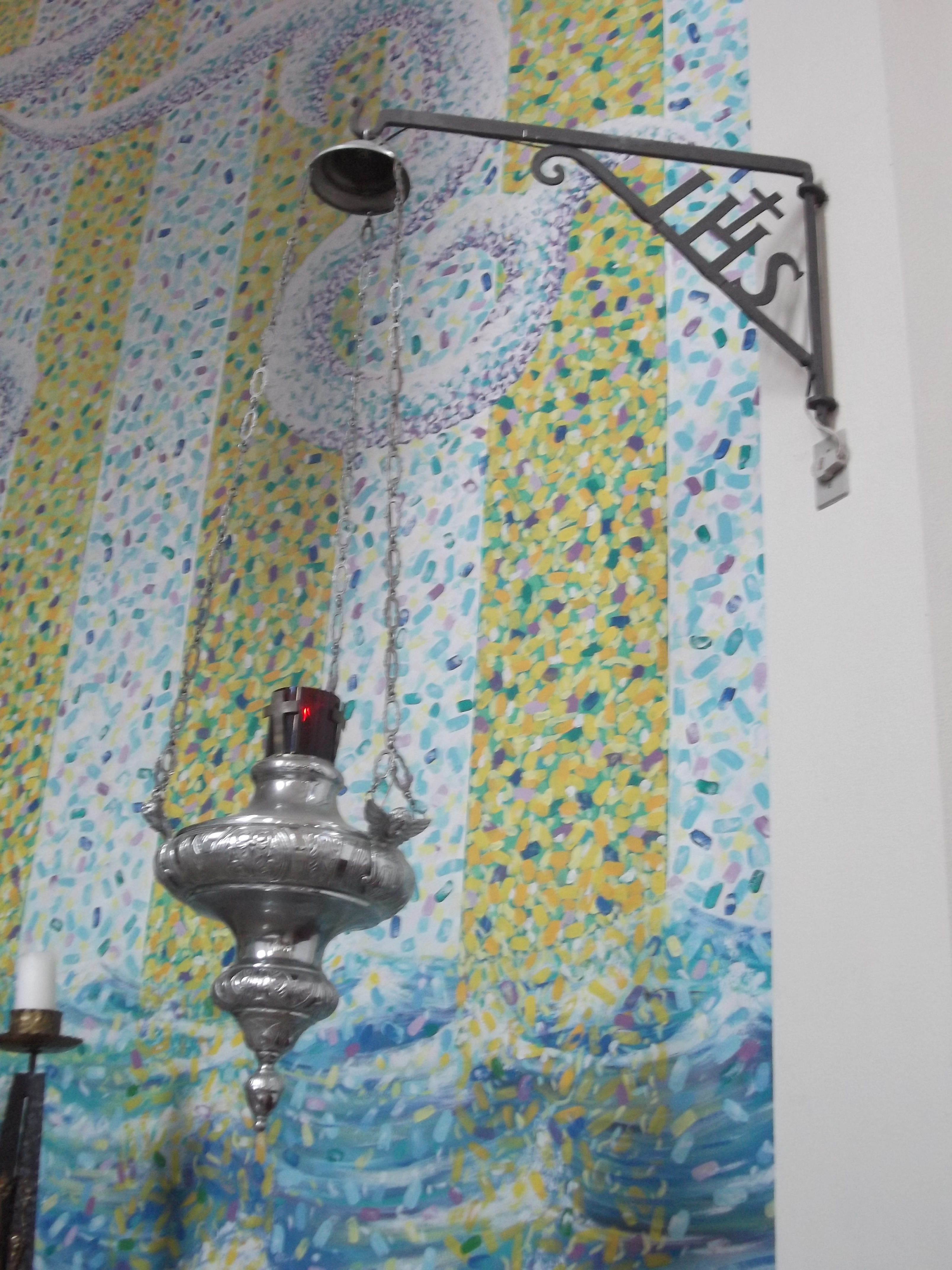
Подвесная церковная лампада

Лампа́да — светильник, используемый в христианском богослужении. Первые лампады христиане использовали для освещения тёмных пещер, в которых они, опасаясь преследования, совершали богослужения. В дальнейшем лампады стали использовать как источники света в храме (наряду со свечами и главным светильником паникадилом) и в домашнем убранстве (см. красный угол).
Прообразом для христианской лампады послужила распространённая в античном мире обычная масляная лампа, использовавшаяся не только в быту, но и в религиозных целях, что в конечном счёте и переняли христиане.
В широком смысле лампада («лампадка») — это наполненный маслом светильник, зажигаемый перед иконами или наверху больших стационарных подсвечников. Символическое значение лампады — вечный огонь веры во Христа, разгоняющий тьму зла и неверия.
В узком смысле лампада — это большой переносной подсвечник (кандило), выносимый диаконом или священником во время малого и великого входов литургии, а также используемый при архиерейской службе. В православных богослужебных книгах слово «лампада» употребляют именно в этом смысле.
В домашних условиях лампадку иногда используют и для каждения, устанавливая сверху неё металлическую подставку-«паучок» под ладан.